# Л-12
Л-12 — советская дизель-электрическая минно-торпедная подводная лодка времён Второй мировой войны. Пятый корабль серии XI типа «Ленинец», в 1934 году предлагалось дать кораблю имя «Молотовец».

## История корабля
Лодка была заложена 10 июня 1934 года на заводе № 198 в Николаеве, заводской номер 286, в виде отдельных секций была перевезена в Комсомольск-на-Амуре, на завод № 199, где была собрана.
7 ноября 1936 года спущена на воду, 10 декабря 1938 года вступила в строй.
В ходе боевых действий в августе 1945 года 19—28 августа совершила поход, совершила две торпедные атаки с выпуском шести торпед. В результате второй атаки в точке с координатами 43°50′ с. ш. 141°13′ в. д. было потоплено судно «Ogasawara Maru» (1403 брт).
В 1949—1951 годах прошла капитальный ремонт. В 1949 году переименована в Б-12.
В 1957 году выполнила свою последнюю боевую службу. 20 февраля 1959 года Б-12 разоружена и переоборудована в учебно-тренировочную станцию, переименована в УТС-11, с 1964 года стояла на приколе в бухте Нагаево, Магадан. 28 сентября 1983 года исключена из списка плавсредств флота, в 1986 году корпус лодки был уложен в основание строящегося в бухте Нагаево каменного мола.

## Командиры лодки
- 1937—1938: Касатонов, Владимир Афанасьевич[2]
- 1938: Петров Л. Г.
- 1938—1940: Романенко С. И.
- 1940—1942: Комаров В. И.
- 1942—1948: Шелганцев, Пётр Захарович
- 1948—1949: Косенко Т. Д.
- 1950—1953: Егоров, Георгий Михайлович
- 1953—1955: Осипенко, Леонид Гаврилович
- 1955—1956: Малышенко
- 1956—1957: Криворучко Я. И.